# Mwanga (Bezirk)
Mwanga ist ein Verwaltungsbezirk (Ward) des Distrikts Mwanga in der tansanischen Region Kilimandscharo.

## Geografie
Mwanga liegt im Nordosten von Tansania etwa 40 Kilometer Luftlinie südsüdöstlich der Regionshauptstadt Moshi. Das Land liegt großteils auf rund 800 Meter Seehöhe, im Osten beginnt der Anstieg zum Nördlichen Pare-Gebirge.
Der Bezirk grenzt im Norden an Kileo, im Osten an Msangeni und Shighatini, im Süden an Lembeni und im Südwesten und im Westen an Lang'ata.
Bei der Volkszählung 2022 lebten 23.195 Menschen in 6346 Haushalten auf einer Fläche von 159 Quadratkilometern.

## Gliederung
Der Bezirk besteht aus 13 Orten (Kitongoji):
- Mabomani
- Reli Juu
- Reli Chini
- Kichangare
- Mikuyuni
- Mwangondi
- Kisangiro
- Mandaka
- Mforo
- Mikameni
- Mtalang’a
- Vudoi
- Lwami

## Wirtschaft und Infrastruktur
- Bildung: Im Bezirk gibt es sieben weiterführende Schulen.[8] Die Bethany Girls’ Secondary School[9] und die St. Teresa of Avila Girls Secondary School sind katholische Mädchenschulen. Die Dr. Asha-Rose Migiro Secondary School wurde 1999 gegründet, ist eine staatliche Schule und bildet ebenfalls nur Mädchen aus.[10] Das Green Bird Educational Institute betreibt eine Grundschule, eine weiterführende Schule und ein College für 1200 Studenten mit den Ausbildungsschwerpunkten Erziehung, Betriebswirtschaft, Kranken- und Geburtspflege sowie Informations- und Kommunikationstechnologie.[11][12] Die Mandaka Secondary School[13] und die Vudoi Secondary School[14] sind staatliche weiterführende Schulen für Mädchen und Burschen. Die Mwanga Secondary School ist eine 1987 eröffnete Privatschule für Mädchen und Burschen mit angeschlossenem Internat.[15]
- Gesundheit: Das Mwerange Health Center behandelt Patienten ambulant und stationär und führt auch kleine chirurgische Eingriffe durch.[16] Im Stadtteil Kichangare befindet sich eine private Apotheke, die ebenfalls kleine chirurgische Eingriffe durchführt.[17]
- Straße: Die asphaltierte Nationalstraße T2 führt von Moshi im Norden durch Mwanga nach Tanga im Süden.[18]
- Eisenbahn: Die Usambarabahn von Moshi nach Tanga wurde 2019 wieder eröffnet.[19]